# Coleco
Coleco était une entreprise fondée en 1932 par Maurice Greenberg sous le nom de « Connecticut Leather Company ». Elle devint l'une des plus célèbres entreprises de jouets dans les années 1980 et fut un des premiers fabricants de consoles, Coleco Telstar et ColecoVision entre autres. Elle a été rachetée par Hasbro en 1989.
Coleco a aussi produit des jeux électroniques, avec deux modèles populaires, le modèle « head to head » avec des jeux de sport à deux joueurs, et le modèle « mini-arcade » avec des franchises de jeux de borne d'arcade comme Pac-Man, Galaxian, Frogger, Donkey Kong, ou Zaxxon.
En 2016, une tentative d'escroquerie sur les réseaux sociaux et par une campagne de « crowdfunding » exploite le nom de Coleco pour faire croire à son retour avec une nouvelle console de jeux à cartouches appelée Coleco Chameleon, capable d'émuler des jeux 8, 16 et 32 bits. Le produit n'est jamais sorti.

## Histoire

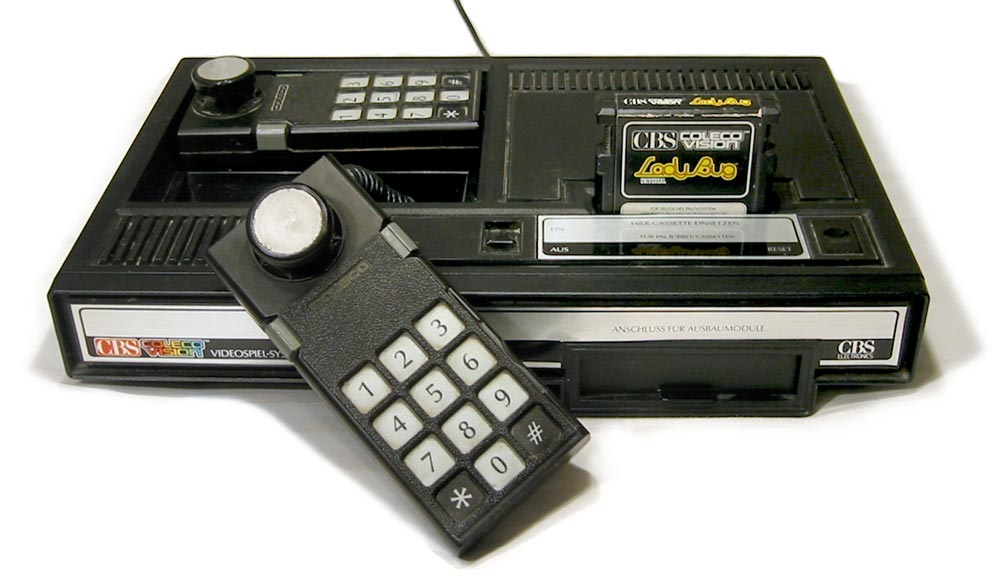
La console Colecovision.